# Elezioni locali in Corea del Nord del 1983
Le elezioni delle assemblee popolari cittadine, delle contee e dei distretti del 1983 si tennero il 6 marzo. 
Furono eletti 24 562 deputati delle assemblee popolari delle città, delle contee e dei distretti.
L'affluenza fu del 100% e i candidati ricevettero un tasso di approvazione del 100%. 